# Lorenzo Tio
Lorenzo Tio (Nova Orleans, Louisiana, 1884 - Nova York, 24 de desembre de 1933) fou un clarinetista, oboista, saxofonista i arranjador estatunidenc de jazz.
Fill de Lorenzo Tio Hazeur, un clarinetista també. A partir de 1897, va tocar freqüentment per l'orquestra Lyre Symphony Orchestra (que dirigia el seu oncle Louis Tio), amb un repertori clàssic, i a partir del segle xx, va començar amb el hot. El 1910, s'incorporà a la banda Onward Brass Band i és quan va començar a donar classes de clarinet. Amb alumnes com: Johnny Dodds, Albert Nicholas, Barney Biggard, Jimmy Noone i altres. Més tard va tocar amb la banda Tuxedo Brass Band de Papa Celestin (1913) i amb en Manuel Pérez, amb qui tres anys després va partir a Chicago. Mesos més tard partí cap a Nova York (1923-1924), tocant amb Armand J. Piron. Ciutat on va morir.
És el prototip de clarinetista "crioll" de Nova Orleans, presentant un estil elegant i una tècnica impecable. Improvisador fecund i inspirat i de gran influència per als seus coetanis.